# Jingneta siyu
Espèce
Jingneta siyu est une espèce d'araignées aranéomorphes de la famille des Leptonetidae.

## Distribution
Cette espèce est endémique de la municipalité de Pékin en Chine,. Elle se rencontre dans le district de Fangshan à Wanglaopu dans la grotte Siyu.

## Description
Le mâle holotype mesure 1,71 mm et la femelle paratype 1,76 mm.
Cette araignée est anophthalme.

## Systématique et taxinomie
Cette espèce a été décrite par Liu et Zhang en 2022.

## Étymologie
Son nom d'espèce lui a été donné en référence au lieu de sa découverte, la grotte Siyu.

## Publication originale
- Liu & Zhang, 2022 : « A new eyeless Leptonetid spider from Beijing, China (Araneae, Leptonetidae). » Acta Arachnologica Sinica, vol. 31, no 1, p. 44-48.